# هویت برخط

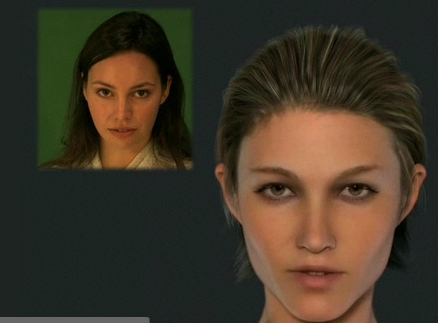
یک زن واقعی که از یک آوتار گرافیکی کامپیوتری استفاده می‌کند.

هویت اینترنتی، هویت آنلاین یا شخصیت اینترنتی (به انگلیسی: Online identity)، یک هویت اجتماعی است که یک کاربر در انجمن‌ها و وب سایت‌های آنلاین ایجاد می‌کندکه می‌توان به‌عنوان نمایش فعالی از کاربر در نظر گرفت. اگر چه برخی افراد ترجیح می‌دهند از نام‌های واقعی خود در فضای اینترنت استفاده کنند اما برخی کاربران اینترنت ترجیح می‌دهند ناشناس باشند و خود را با نام‌های مستعار معرفی می‌کنند که مقادیر مختلفی از اطلاعات شخصی را آشکار می‌کنند. هویت آنلاین ممکن است حتی توسط رابطه کاربر با یک گروه اجتماعی مشخص که بخشی از فضای اینترنت هستند تعیین شود. برخی حتی می‌تواند هویتشان فریبنده باشد.
در برخی محیط‌های اینترنت، از جمله فروم‌ها، چت‌های آنلاین، و نقش‌آفرینی گسترده چند بازیکن در بازی‌های آنلاین، کاربران می‌توانند با انتخاب یک آواتار، یک تصویر گرافیکی، خودشان را به صورت بصری نشان دهند. آواتارها تصاویری هستند که نمای ظاهری کاربران را نشان می‌دهند.واز طریق تعامل با دیگر کاربران، اعتباری را کسب می‌کند که به کاربران دیگر این امکان را می‌دهد تا تصمیم بگیرند که آیا آواتار قابل اعتماد است یا خیر. هویت‌های اینترنتی مربوط به کاربرانی می‌شود که از طریق ثبت‌نام اعتبارسنجی شده و وارد سیستم شده‌اند. برخی از وب سایت‌ها همچنین از آدرس IP کاربر یا ردیابی کوکی‌ها برای تشخیص هویت کاربران استفاده می‌کنند.
مفهوم «خود» و اینکه چگونه این موضوع تحت‌تاثیر تکنولوژی‌های نوظهور قرار می‌گیرد، موضوع تحقیق در زمینه‌هایی مانند آموزش، روان‌شناسی و جامعه‌شناسی است. تأثیر بازدارنده اینترنت یک مثال قابل‌توجه است، با اشاره به مفهوم رفتار غیرعاقلانه و مهار نشده در اینترنت، که در نتیجه ناشناس بودن و خشنودی مخاطبان است، ایجاد می‌شود.

## هویت اجتماعی اینترنتی

### بیان هویت و قرارگرفتن در معرض هویت
وب اجتماعی، یعنی استفاده ازوب، برای پشتیبانی از جریان اجتماعی، فضایی را نشان می‌دهد که در آن افراد امکان بیان و افشای هویت خود را در یک محیط اجتماعی دارند. برای مثال، افراد با ایجاد پروفایل‌های کاربری در شبکه‌های اجتماعی مانند فیس بوک یا لینکدین و سرویس‌های قرار ملاقات اینترنتی، هویت خود را به وضوح تعریف می‌کنند. با بیان نظرات در وبلاگ‌ها و دیگر رسانه‌های اجتماعی، آن‌ها هویت‌های مخفی بیشتری را بیان می‌کنند.
افشای هویت یک شخص ممکن است مسایل خاصی از حریم خصوصی ارایه دهد. بسیاری از افراد استراتژی‌هایی را اتخاذ می‌کنند که به آن‌ها کمک می‌کند افشای اطلاعات شخصی خود را به صورت اینترنتی کنترل کنند.
ظهور مفهوم هویت اینترنتی سوالات بسیاری را در میان دانشگاهیان ایجاد کرده‌است. شبکه‌های اجتماعی و آواتارها مفهوم هویت را پیچیده کرده‌اند. دانشگاهیان با ایجاد حوزه‌های تحقیقات علمی مانند مطالعات فناوری در تمام جنبه‌های هویت انسانی که در جوامع تکنولوژیکی متمرکز است به این گرایش‌های نوظهور پاسخ داده‌اند.
فعالیت‌های اینترنتی ممکن است بر هویت شخصی اینترنتی ما نیز تأثیر بگذارد.
Avi Marciano برای حل و فصل چالش موجود بین محیط‌های آنلاین و آفلاین در رابطه با شکل‌گیری هویت، اصطلاح "ویرتوریل" را ابداع کرده‌است. او با مطالعه اینترنتی الگوی افرادی که تغییر جنسیت داده‌اند پیشنهاد داد که اینترنت می‌تواند به عنوان یک حوزه مقدماتی، تکمیلی و/ یا جایگزین مورد استفاده قرار گیرد. او نتیجه می‌گیرد که اگر چه " دنیای آفلاین مرزهایی را تعیین می‌کند که به‌طور بالقوه آزادی عمل را در دنیای آنلاین محدود می‌کند، اما این مرزها به اندازه کافی وسیع هستندو به واسطه‌ها اجازه می‌دهند که کاربران تغییر جنسیت داده را صاحب اختیار و قدرت کنند.